# Mikroregion Botucatu

Mikroregion Botucatu

Mikroregion Botucatu – mikroregion w brazylijskim stanie São Paulo należący do mezoregionu Bauru.

## Gminy
- Anhembi
- Bofete
- Botucatu
- Conchas
- Pardinho
- Pratânia
- São Manuel